# Lírica
La lírica és un gènere musical i literari en el qual l'autor vol expressar els seus sentiments i emocions respecte a un ens o objecte d'inspiració amb un poema musical, originalment amb una lira.

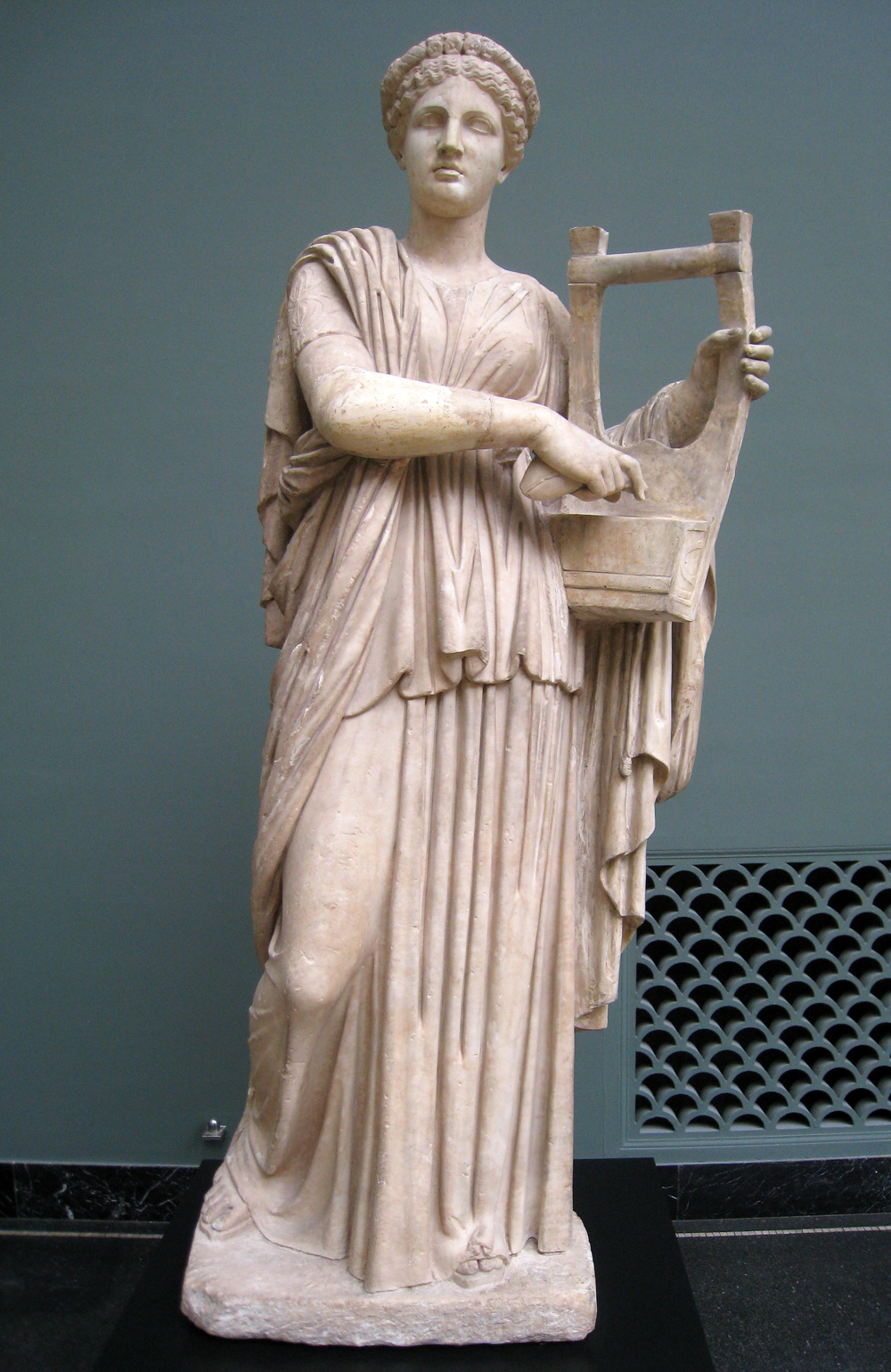
Èrato, musa de la lírica

- S'expressa majoritàriament a través del vers
- L'objectiu és transmetre una emoció, per tant el punt de vista és subjectiu
- L'acció és només el marc que explica el sentiment, quan apareix, és un gènere del moment
- Predominen els textos en primera persona
- La seva extensió acostuma a ser més breu que altres gèneres, per guanyar en intensitat

S'inclou una llista de gèneres lírics comuns: himne, ditirambe, refrany, oda, elegia, sàtira, ègloga, cançó, romanç, balada, sonet i psalm.